# あや子のお国自慢だよ〜がんばろな東北!!〜
「あや子のお国自慢だよ〜がんばろな東北!!〜」（あやこのおくにじまんだよ〜かんばろなとうほく!!〜）は、2012年2月8日に発売された藤あや子のシングルである。

## 解説
- 本曲は既発表の「あや子のお国自慢だよ」に東日本大震災の発生を受け、新たな歌詞を盛り込んだニュー・バージョンとなっている。
- 第62回NHK紅白歌合戦・第65回紅白歌合戦出場曲。

## 収録曲
- 全曲作詞：小野彩／作曲：伊藤雪彦／編曲：伊戸のりお

1. あや子のお国自慢だよ〜がんばろな東北!!〜
2. あや子のお国自慢だよ
3. あや子のお国自慢だよ〜がんばろな東北!!〜（オリジナル・カラオケ）
4. あや子のお国自慢だよ（オリジナル・カラオケ）